# Anastatus madagascariensis
Anastatus madagascariensis is een vliesvleugelig insect uit de familie Eupelmidae. De wetenschappelijke naam is voor het eerst geldig gepubliceerd in 1952 door Jean Risbec.